# Улица Багратиона (Липецк)
У́лица Багратио́на — небольшая улица в Левобережном округе Липецка. Проходит в Новолипецке от улицы Аносова в сторону Парковой улицы.

## История
С 1939 года носила название 2-я у́лица Остро́вского. Параллельно проходит улица Островского.
12 декабря 1946 года улицу переименовали. Новое имя дано в честь российского военачальника, генерала П. И. Багратиона (1765—1812).

## Застройка
Застройку составляют несколько частных домов, расположенных по правой стороне улицы.

## Транспорт
- авт. 8, 17, 27, 28, 30, 33, 33а, 40а, 306, 308к, 317, 321, 322, 325, 330, 332 ост.: «Пл. Франценюка».